# Gemmuloborsonia karubar
Gemmuloborsonia karubar é uma espécie de gastrópode do gênero Gemmuloborsonia, pertencente a família Turridae.